# Sæter
En sæter er en græsgang i bjergene, som kun bruges til sommergræsning eller høslæt. Denne form for kvægbrug har været anvendt både i Alperne og i Skandinavien (f.eks. Norge), men betydningen sank fra begyndelsen af 1800-tallet, da bedre transportmuligheder medførte, at mælkeprodukter fra sæterdrift blev udkonkurreret af varer fra den intensive lavlandsproduktion.
Europas største sæter er Seiser Alm i Sydtyrol. Den dækker 52 km².
I hele alpeområdet kaldes sæterne for "Alp" eller "Alm", og udtrykket betegner alt det, der hører til sommergræsning: Græsningsenge, høslætenge og bygninger. I området skelnes der derimod skarpt mellem græsningsområder, der bruges af hele landsbyfællesskabet, modsat de private græsningsrettigheder.
Den vedvarende græsning, afløst af høslæt, betød århundreders beskyttelse af blomstrende (ofte ildsmagende eller -lugtende) urter, mens græsserne blev ædt, fordi kreaturerne foretrækker sødt og neutralt smagende fødemner. Desuden holdt græsning og bevidst pleje al opvækst af buske og træer borte fra sæterne. Derfor er disse højtliggende enge i dag refugier for mange sjældne urter, heriblandt orkidéer og endemiske arter.